# Tri kładenci
Tri kładenci (bułg. Три кладенци) – wieś w Bułgarii, w obwodzie Wraca, w gminie Wraca. W 2024 roku liczyła 750 mieszkańców.

## Hisotira
Nazwa wsi wzięła się od znajdujących się w niej trzech źródeł (fontann). Pod obecną nazwą wymieniona jest w dokumencie osmańskim z 1606 roku. Archeolodzy uważają, że istniała już we wczesnym średniowieczu. Wieś Tri kładenci została zbudowana na pozostałościach rzymskiej osady. Zachowały się fundamenty świątyni rzymskiej; w 1857 r. zbudowano na nich cerkiew, która zawaliła się. Obok wsi znajdowała się duża kolonia czerkieska z 1865 roku, która jesienią 1877 roku przeniosła się na stałe do Turcji. W 1927 roku zbudowano czitaliszte Otec Paisij. Pod koniec 2008 roku poświęcono chram „Św. Petki”, zbudowaną na miejscu zniszczonej cerkwi.